# Icebird
Die Icebird ist ein ehemals unter deutscher Flagge betriebenes Spezialschiff für die Versorgung von Forschungsstationen in den Polargebieten. Das Schiff war in den ersten zehn Jahren nach seiner Indienststellung an die Australian Antarctic Division verchartert. Ab 2003 wurde das in Almog umbenannte Schiff als Frachtschiff genutzt.

## Geschichte
Das Schiff wurde unter der Baunummer 218 auf der Heinrich Brand Schiffswerft in Oldenburg für das Günther Schulz Schulauer Schiffahrtskontor gebaut. Der Stapellauf des Schiffes erfolgte am 10. September 1984. Es wurde am 12. Oktober 1984 abgeliefert. Das Schiff wurde unter deutscher Flagge in Dienst gestellt. Ab 1987 wurde das Schiff von Büning & Partner und Leonhardt & Blumberg bereedert.
Das Schiff war an die Australian Antarctic Division verchartert, die im Rahmen ihres Antarktisforschungsprogramms ANARE ein Transportschiff für die Versorgung ihrer Forschungsstationen in der Antarktis benötigte. Die Reederei hatte das Schiff speziell hierfür bauen lassen. Der im Mai 1984 geschlossene Chartervertrag lief zunächst für ein Jahr. Im Mai 1985 wurde ein weiterer, diesmal über fünf Jahre laufender Chartervertrag geschlossen, der 1990 verlängert wurde.
Ende 1994 wurde das Schiff nach Norwegen verkauft. Neuer Name des nun von der Reederei GC Rieber Shipping unter norwegischer Flagge betriebenen Schiffs wurde Polar Bird. Es wurde weiter als Spezialschiff unter anderem für Versorgungsaufgaben in den Polarregionen genutzt. Die Australian Antarctic Division charterte das Schiff zeitweise, so in der Antarktissaison 1995–1996, als die 1990 in Dienst gestellte Aurora Australis wegen technischer Probleme vorübergehend ausfiel, und zwischen 2000 und 2003 zur Unterstützung der Aurora Australis.
Im März 2003 wurde das Schiff an ein in Honduras ansässiges Unternehmen verkauft. Das in Almog umbenannte Schiff wurde nun von einer israelischen Reederei zunächst unter honduranischer und später unter israelischer Flagge als Frachtschiff genutzt. Der Verbleib des Schiffes ist unklar. Es lag ab etwa Mitte 2018 ungenutzt in Haifa und wurde möglicherweise aufgegeben.

## Technische Daten und Ausstattung
Das Schiff wird von einem Viertakt-Achtzylinder-Dieselmotor des Motorenherstellers MaK mit 4000 kW Leistung angetrieben. Der Motor wirkt auf einen Verstellpropeller. Für die Stromerzeugung stehen ein mit 800 kW Leistung angetriebener Wellengenerator sowie zwei von Dieselmotoren mit je 660 kW Leistung angetriebene Generatoren zur Verfügung.
Der Rumpf des Schiffes ist eisverstärkt (Eisklasse E4). Das Schiff ist mit einem zusätzlich verstärkten Eisbrecherbug ausgerüstet (Notation ARC 2), um bis zu ein Jahr altes Eis brechen zu können.
Die Decksaufbauten befinden sich im hinteren Bereich des Schiffes. Vor den Decksaufbauten befinden sich drei Laderäume. Der Laderauminhalt beträgt insgesamt 8000 m³. Die Laderäume sind mit Zwischendecks ausgestattet. Die Lukendeckel sind verstärkt, um als Hubschrauberlandeplatz genutzt werden zu können. Auf der Backbordseite des Schiffs befinden sich zwei Krane, die jeweils 40 t heben können.
Für die Unterbringung von Personal für die australischen Forschungsstationen und für deren Versorgung benötigtes technisches Personal ist das Schiff mit einem Unterkunftsmodul ausgestattet, das direkt vor den Decksaufbauten auf die Luke gestellt und mit Bolzen befestigt wurde. Auf der ersten Antarktisreise des Schiffes im Südsommer des Jahres 1984 begann das Unterkunftsmodul sich in schwerer See zu bewegen. Es wurde daher mit Ketten zusätzlich gesichert und nach Abschluss der ersten Reise auf der Luke festgeschweißt.
Das Unterkunftsmodul besteht aus vier Decks, in denen unter anderem Kabinen für 98 Personen, ein Freizeitraum, eine Messe, eine Krankenstation sowie technische Betriebsräume untergebracht sind. Aufgrund des auf die Luke gestellten Moduls kann der hintere Laderaum nicht für Transportaufgaben genutzt werden. Das Zwischendeck wurde daher als Lager unter anderem für Proviant genutzt, während der Unterraum als Freizeit- und Fitnessraum mit einer Tischtennisplatte, einem Badmintonfeld und mehreren Heimtrainern genutzt wurde.